# Distretto di Malčin
Il distretto di Malčin è uno dei diciannove distretti (sum) in cui è suddivisa la provincia dell'Uvs, in Mongolia. Conta una popolazione di 2.351 abitanti (censimento 2014). 